# Dolichopodidae

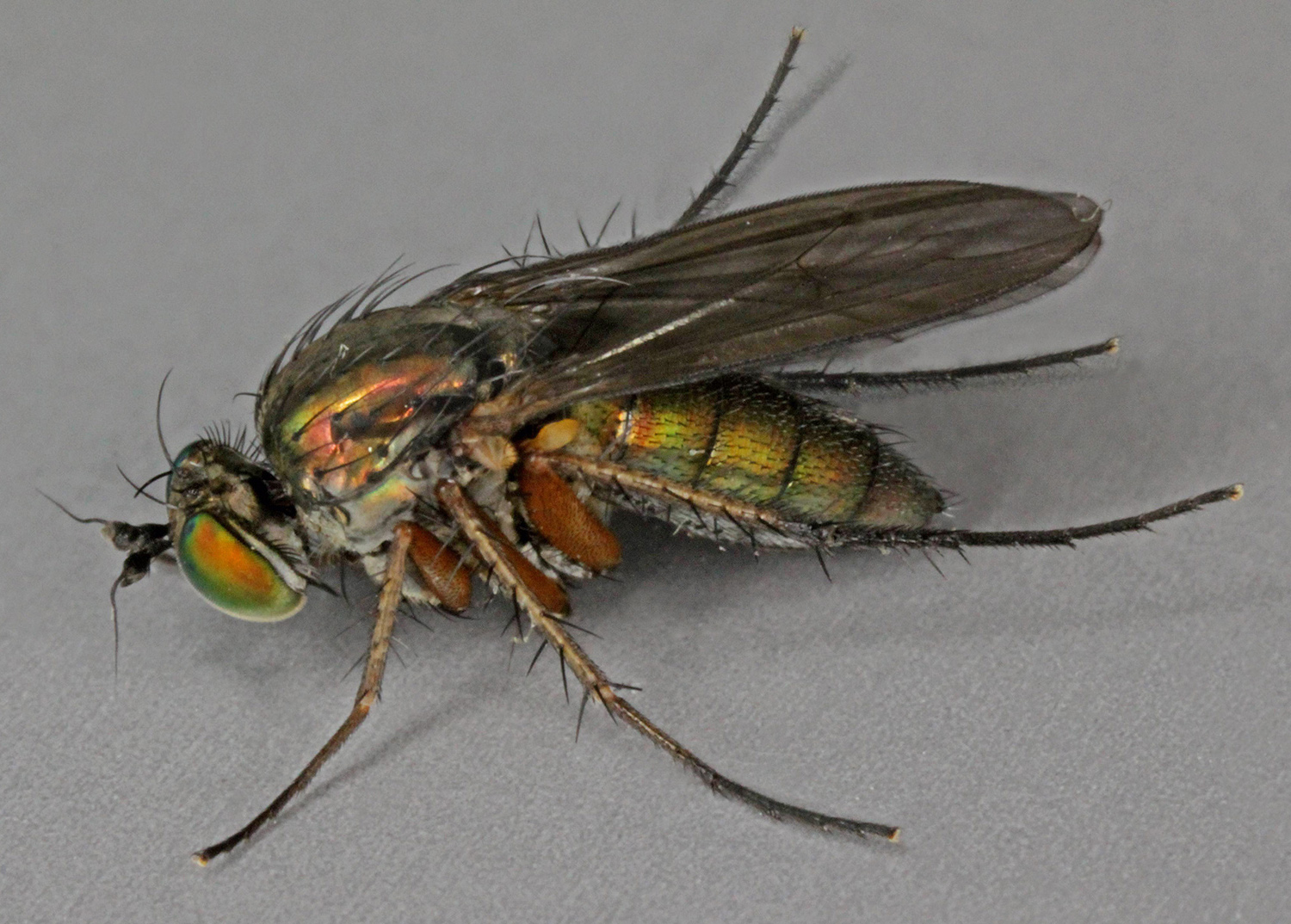
Dolichopus ungulatus, hembra

Dolichopodidae es una familia de moscas. Se trata de una familia cosmopolita y muy diversa, con más de 7.000 especies repartidas entre 230 géneros. El género Dolichopus es el más variado, con más de 600 especies.

## Biología
Viven en prados, bosquecillos, en general lugares de alta humedad, incluyendo unas pocas especies cerca de alguas salinas. Algunas especies son semiacuáticas, ninguna es totalmente acuática. Los adultos son depredadores, alimentándose de pequeños artrópodos. Usan señales visuales en el cortejo sexual. No se conoce que usen señales químicas.

## Géneros
- Aphrosylus
- Dolichopus

Véase también
- Lista de géneros

### Listas de especies
- Lista de especies del Palaeárctico Archivado el 4 de marzo de 2016 en Wayback Machine.
- Lista de especies del Neárctico
- Lista de especies de Australasia y Oceanía
- Lista de especies de Japón Archivado el 27 de mayo de 2019 en Wayback Machine.